# Coppa Titano
Coppa Titano, Titancupen, är en årlig cupturnering i fotboll för klubbar i San Marino. Tills landet fick en inhemsk liga 1985 var Coppa Titano den enda årliga fotbollstävlingen i San Marino.
Turneringen har spelats i olika format sedan 1937. Från början var det inte ett årligt evenemang. Coppa Titano organiserades och fick sitt nuvarande namn 1965, först vid detta tillfälle blev tävlingen en utslagsturnering. Före 1965 hade sex versioner av Coppa Titano spelats mellan 1937 och 1961, man har retroaktivt valt att inkludera dessa årgångar som tidigare upplagor av Coppa Titano.
Vinnaren av Coppa Titano kvalificerar sig för första omgången av Uefa Europa Conference League, tidigare Uefa Europa League. Man får även möta landets ligamästare i den sanmarinska supercupen.

## Lista över vinnare
| År   | Vinnare        |
| ---- | -------------- |
| 1937 | Libertas       |
| 1938 | spelades ej    |
| 1939 | spelades ej    |
| 1940 | spelades ej    |
| 1941 | spelades ej    |
| 1942 | spelades ej    |
| 1943 | spelades ej    |
| 1944 | spelades ej    |
| 1945 | spelades ej    |
| 1946 | spelades ej    |
| 1947 | spelades ej    |
| 1948 | spelades ej    |
| 1949 | spelades ej    |
| 1950 | Libertas       |
| 1951 | spelades ej    |
| 1952 | spelades ej    |
| 1953 | spelades ej    |
| 1954 | Libertas       |
| 1955 | spelades ej    |
| 1956 | spelades ej    |
| 1957 | spelades ej    |
| 1958 | Libertas       |
| 1959 | Libertas       |
| 1960 | spelades ej    |
| 1961 | Libertas       |
| 1962 | spelades ej    |
| 1963 | spelades ej    |
| 1964 | spelades ej    |
| 1965 | Juvenes        |
| 1966 | Tre Fiori      |
| 1967 | Tre Penne      |
| 1968 | Juvenes        |
| 1969 | avbruten       |
| 1970 | Tre Penne      |
| 1971 | Tre Fiori      |
| 1972 | Domagnano      |
| 1973 | avbruten       |
| 1974 | Tre Fiori      |
| 1975 | Tre Fiori      |
| 1976 | Juvenes        |
| 1977 | Dogana         |
| 1978 | Juvenes        |
| 1979 | Dogana         |
| 1980 | Cosmos         |
| 1981 | Cosmos         |
| 1982 | Tre Penne      |
| 1983 | Tre Penne      |
| 1984 | Juvenes        |
| 1985 | Tre Fiori      |
| 1986 | La Fiorita     |
| 1987 | Libertas       |
| 1988 | Domagnano      |
| 1989 | Libertas       |
| 1990 | Domagnano      |
| 1991 | Libertas       |
| 1992 | Domagnano      |
| 1993 | Faetano        |
| 1994 | Faetano        |
| 1995 | Cosmos         |
| 1996 | Domagnano      |
| 1997 | Murata         |
| 1998 | Faetano        |
| 1999 | Cosmos         |
| 2000 | Tre Penne      |
| 2001 | Domagnano      |
| 2002 | Domagnano      |
| 2003 | Domagnano      |
| 2004 | Pennarossa     |
| 2005 | Pennarossa     |
| 2006 | Libertas       |
| 2007 | Murata         |
| 2008 | Murata         |
| 2009 | Juvenes/Dogana |
| 2010 | Tre Fiori      |
| 2011 | Juvenes/Dogana |
| 2012 | La Fiorita     |
| 2013 | La Fiorita     |
| 2014 | Libertas       |
| 2015 | Folgore        |
| 2016 | La Fiorita     |
| 2017 | Tre Penne      |
| 2018 | La Fiorita     |
| 2019 | Tre Fiori      |
| 2020 | avbruten       |
| 2021 | La Fiorita     |
| 2022 | Tre Fiori      |
| 2023 | Virtus         |

## Antal titlar efter lag
SS Juvenes och GS Dogana slogs 2000 samman till AC Juvenes/Dogana. Båda klubbarna hade innan dess titlar i cupen, de och titlarna efter sammanslagningen redovisas separat.
| Klubb          | Titlar | År                                                               |
| -------------- | ------ | ---------------------------------------------------------------- |
| Libertas       | 11     | 1937, 1950, 1954, 1958, 1959, 1961, 1987, 1989, 1991, 2006, 2014 |
| Domagnano      | 8      | 1972, 1988, 1990, 1992, 1996, 2001, 2002, 2003                   |
| Tre Fiori      | 8      | 1966, 1971, 1974, 1975, 1985, 2010, 2019, 2022                   |
| Tre Penne      | 6      | 1967, 1970, 1982, 1983, 2000, 2017                               |
| La Fiorita     | 6      | 1986, 2012, 2013, 2016, 2018, 2021                               |
| Juvenes        | 5      | 1965, 1968, 1976, 1978, 1984                                     |
| Cosmos         | 4      | 1980, 1981, 1995, 1999                                           |
| Faetano        | 3      | 1993, 1994, 1998                                                 |
| Murata         | 3      | 1997, 2007, 2008                                                 |
| Dogana         | 2      | 1977, 1979                                                       |
| Juvenes/Dogana | 2      | 2009, 2011                                                       |
| Pennarossa     | 2      | 2004, 2005                                                       |
| Folgore        | 1      | 2015                                                             |
| Virtus         | 1      | 2023                                                             |